# Calyptomyrmex vedda
Calyptomyrmex vedda é uma espécie de formiga do gênero Calyptomyrmex, pertencente à subfamília Myrmicinae.